# Trond Erik Bertelsen
Trond Erik Bertelsen (Stavanger, 5 juni 1984) is een Noors betaald voetballer die speelt als verdediger. Hij staat sinds 2007 onder contract bij Viking FK na eerder voor Fredrikstad FK en FK Haugesund te hebben gespeeld.

## Interlandcarrière
Onder leiding van bondscoach Åge Hareide maakte Bertelsen zijn debuut voor het Noors voetbalelftal op 25 januari 2006 in het oefenduel tegen Mexico (2-1), net als Petter Vaagan Moen (SK Brann Bergen), Espen Olsen (Hamarkameratene) en Henning Hauger (Stabæk IF). Bertelsen speelde in totaal vijf interlands voor zijn vaderland.

## Erelijst
Fredrikstad FK
- Beker van Noorwegen

2006